# Carnaval de la Diversidad de La Serena
El Carnaval de la Diversidad de La Serena es la marcha del orgullo LGBT que se realiza desde 2006 en la ciudad homónima, capital de la región de Coquimbo en Chile. Es considerada como una de las marchas del orgullo más masivas del país después de la que se realiza en Santiago.

## Historia
La primera marcha del orgullo en La Serena se llevó a cabo el 28 de junio de 2006 por la Agrupación de Amigos y Familiares de la Comunidad Gay (AFAG), organización que obtuvo su personalidad jurídica en agosto del mismo año, y contó con el apoyo de la Gobernación Provincial de Elqui. El recorrido se inició en la intersección de las calles Almagro y Cienfuegos.
En 2007 la marcha estuvo inserta dentro de la «Semana de la Tolerancia», una serie de actividades realizadas en La Serena para conmemorar el orgullo LGBT, que incluyó un torneo cuadrangular de fútbol gay realizado del 24 al 26 de junio, y un taller sobre diversidad sexual y VIH/SIDA realizado en la Casa de la Cultura el día 27. Las actividades, que contaron con el apoyo del Secretario Regional Ministerial de Gobierno de la Región de Coquimbo, Patricio Reyes, y de la concejala de la Serena, Margarita Riveros, culminaron con la marcha del orgullo el 28 de junio en la que se reunieron alrededor de 500 personas.
La edición de 2008 de la marcha, denominada en aquel entonces «Marcha por la Diversidad y la no Discriminación», contó con el apoyo de las mismas autoridades que en 2007, además de la discoteca Arcángel. El evento, realizado el 27 de junio, se inició en la calle Almagro y continuó por O'Higgins, Prat, Los Carrera, Cordovez y Balmaceda, reuniendo a alrededor de 2500 asistentes. Entre las demandas exigidas se encontraba la aprobación del Pacto de Unión Civil (PUC).
El 26 de junio de 2009 se realizó la cuarta edición de la marcha del orgullo LGBT en La Serena, que realizó un recorrido por el centro de la ciudad y finalizó con un acto en la Plaza de Armas. Con más de 5000 asistentes —convirtiéndose en la marcha del orgullo más masiva en Chile después de la de Santiago—, la actividad fue organizada por AFAG con la colaboración del Movimiento de Integración y Liberación Homosexual (Movilh) y la Federación Chilena de la Diversidad Sexual (Fedisech).
La Marcha de la Diversidad Sexual y por la No Discriminación de 2010 se llevó a cabo el 1 de julio, partiendo desde la intersección de las calles Almagro con Cienfuegos con 700 personas, y finalizando en un acto en el paseo peatonal Balmaceda donde se congregaron alrededor de 7000 asistentes y en donde se demandó igualdad legal para todas las parejas. En 2011 el recorrido de la marcha —realizada el 28 de junio— fue modificado, iniciando en la avenida Balmaceda, entre la calle Juan de Dios Pení y la avenida Francisco de Aguirre, para continuar hasta la calle Cordovez y siguiendo por Cienfuegos y Prat para finalizar en un acto en el paseo peatonal Balmaceda.
En 2012 la marcha, realizada el 29 de junio, reunió a 10 000 personas que fueron acompañadas de cuatro camiones utilizados como carros alegóricos. El recorrido se inició en la intersección de las avenidas José Manuel Balmaceda y Francisco de Aguirre, para finalizar en el tradicional acto en el paseo peatonal Balmaceda. El evento, que fue auspiciado por el restaurante CC Herrera y la discoteca Arcángel, contó con la presencia del alcalde de La Serena, Raúl Saldívar, además de la cantante Daniela Castillo.
La marcha del orgullo LGBT de La Serena de 2013 —denominada «Carnaval por la Igualdad»— se llevó a cabo el 28 de junio, reuniendo a alrededor de 15 mil asistentes y contó con la presencia de artistas nacionales como «La Pola», transformista y comediante. Cifras similares de asistentes se registraron en 2014 —ocasión en la que participaron transformistas como Donna Morell, Kathalina York, Luz Violeta y Vannia Fleming, además de cantantes como Nélida la Voz, Kotte Donoso, Alejandra Soler y Paola Lara— y 2015, mientras que en 2016 la marcha fue organizada por la agrupación Igualdad Plena y contó con la colaboración de la Municipalidad de La Serena, el Consejo de la Cultura y las Artes y la Secretaría Regional Ministerial de Cultura, además de la participación de las cantantes María Jimena Pereyra y Carolina Soto.
A diferencia de años anteriores, en 2018 el Carnaval de la Diversidad de La Serena se llevó a cabo el 26 de octubre. En dicha ocasión participaron las transformistas Luz Violeta y Fernanda Brown, además del vocero del Movimiento de Integración y Liberación Homosexual, Rolando Jiménez. Tras la suspensión del evento en 2020 y 2021 producto de la pandemia de COVID-19, el Carnaval de la Diversidad volvió a realizarse el 28 de junio de 2022, y contó con el apoyo de la Corporación Municipal Gabriel González Videla, la discoteca Arcángel y la Seremi de Cultura.
En 2023 el Carnaval se llevó a cabo el 30 de junio, organizado por Agrupación Igualdad, la discoteca Arcángel y la Municipalidad de La Serena. La edición de 2024 del Carnaval de la Diversidad se realizó el 28 de junio, iniciando su recorrido en la discoteca Arcángel, continuando por las calles Almagro y O'Higgins hasta Prat, continuando por Los Carrera, Cordovez y Cienfuegos, para finalizar en un acto frente al edificio del Gobierno Regional, en la Plaza de Armas entre Los Carrera y Matta.